# Gettjärnen (Grangärde socken, Dalarna, 666823-144476)
Gettjärnen är en sjö i Ludvika kommun i Dalarna och ingår i Norrströms huvudavrinningsområde. Sjön har en area på 0,115 kvadratkilometer och ligger 284,8 meter över havet.

## Delavrinningsområde
Gettjärnen ingår i det delavrinningsområde (666848-144414) som SMHI kallar för Mynnar i Pillisoån. Medelhöjden är 321 meter över havet och ytan är 10,46 kvadratkilometer. Det finns inga avrinningsområden uppströms utan avrinningsområdet är högsta punkten. Vattendraget som avvattnar avrinningsområdet har biflödesordning 5, vilket innebär att vattnet flödar genom totalt 5 vattendrag innan det når havet efter 294 kilometer. Avrinningsområdet består mestadels av skog (73 procent) och sankmarker (14 procent). Avrinningsområdet har 0,63 kvadratkilometer vattenytor vilket ger det en sjöprocent på 1 procent.